# Koko Tsurumi
Koko Tsurumi 鶴見 虹子  (Tóquio, 28 de Setembro de 1992) é uma ginasta japonesa que compete em provas de ginástica artística. Tsurumi representou o Japão nos Jogos Olímpicos de 2008 em Pequim, ajudando a equipe a faturar a 5ª posição. Classificou-se ainda para mais duas finais : Individual Geral e Trave. No Invididual Geral terminou na 17ª posição, e na trave, ficou com a 8ª e última colocação depois de sofrer uma queda.
Em 2009, Koko se tornou tetra campeã nacional, todos os títulos conquistados consecutivamente. No masculino, o campeão foi Kohei Uchimura. No mês de julho, a ginasta participou do Japan Cup, conquistando a medalha de bronze por equipes, e a quarta colocação no geral.